# Watershed
| Оценки критиков    | Оценки критиков |
| Источник           | Оценка          |
| ------------------ | --------------- |
| AllMusic           | [ 1 ]           |
| Artistdirect       | [ 2 ]           |
| Blender            | [ 3 ]           |
| Blabbermouth.net   | [ 4 ]           |
| IGN                | [ 5 ]           |
| The New York Times | favorable       |
| Pitchfork Media    | 7.5/10          |
| PopMatters         | [ 8 ]           |
| Sputnikmusic       | [ 9 ]           |
| rockmonster.ru     | [ 10 ]          |

Watershed — девятый студийный альбом шведской метал-группы Opeth, вышедший в 2008 году.
Watershed был записан поздней осенью и ранней зимой 2007 года в стокгольмской студии Fascination Street. Этот альбом стал первой студийной пластинкой группы с новым барабанщиком Мартином Аксенротом и гитаристом Фредриком Окессоном.
3 и 7 января 2008-го группа также записала дополнительные песни, которые планируется выпустить на различных расширенных изданиях альбома — это три кавер-версии и одна собственная композиция Opeth.

## Список композиций
Все тексты написаны Микаэлем Окерфельдом. Вся музыка написана Микаэлем Окерфельдтом, кроме «Porcelain Heart», написанной Микаэлем Окерфельдтом и Фредриком Окессоном.
1. «Coil»
2. «Heir Apparent»
3. «The Lotus Eater»
4. «Burden»
5. «Porcelain Heart»
6. «Hessian Peel»
7. «Hex Omega»

Дополнительные треки:
- «Derelict Herds» (музыка: Микаэль Окерфельдт, Пер Виберг)
- «Bridge of Sighs» (кавер на Робина Трауэра)
- «Den ständiga resan» (кавер на Мари Фредрикссон)
- «Would?» (кавер на Alice in Chains)

## Участники записи
- Микаэль Окерфельдт — вокал, гитара
- Фредрик Окессон — гитара
- Пер Виберг — клавишные
- Мартин Мендес — бас-гитара
- Мартин Аксенрот — ударные

Дополнительные музыканты:
- Натали Лорихс — вокал в «Coil»